# Fine Bordeaux
La fine Bordeaux est une eau-de-vie de vin produite par distillation dans le vignoble de Bordeaux, protégée par une indication géographique (IGP).

## Historique
La distillation est connu au Moyen Âge, mais peu pratiquée, limitée à des usages médicaux, ou en parfumerie. Au XVIIe siècle, la production d'eau-de-vie à partir de vin se développe en France tout le long de la façade atlantique pour satisfaire la demande des marchands hollandais. Le brandewijn (« vin brûlé », d'où le mot anglais brandy et le français brandevin) était alors consommé comme boisson dans les Provinces-Unies, allongée d'eau ou pure, aromatisé avec du genièvre, ou pour renforcer les vins (technique du vinage). C'est ainsi qu'apparurent le cognac, l'armagnac et les fines de Guyenne, exportés par les ports situés sur la Charente, la Garonne et sur l'Adour : la première expédition au départ du port de Bordeaux remonterait à 1513 à destination du Nord de l'Europe. L'habitude de faire vieillir volontairement les fines dans des barriques en chêne pour les teinter et leur donner du goût serait tardive, datant du XIXe siècle.
Fin du XIXe siècle, une production d'eau-de-vie existe aussi dans la partie septentrionale de la Gironde (le vignoble du Blayais), vendue sous l'appellation générique « cognac » ; s'en suit des poursuites menées par les producteurs charentais qui considèrent ça comme une usurpation, mais la cour de justice de Bordeaux reconnait aux Girondins le droit d'utiliser ce nom par l'arrêt du 11 août 1886, confirmé par la chambre civile de la Cour de cassation du 21 juillet 1888. En mai 1909, l'aire de production du cognac est définie, limitée à la Charente-Maritime, la Charente et quelques communes de la Dordogne et des Deux-Sèvres, excluant celles de Gironde, qui se vendent désormais sous les noms de « brandy » et d'« eau-de-vie de Bordeaux ». Le 23 février 1942, est créée par décret l'appellation d'origine « eau-de-vie d'Aquitaine » s'étendant sur huit départements du Sud-Ouest de la France. En 1946, le nom de « brandy » est interdit (jusqu'en 1989).
En 1970, plusieurs distilleries du Bordelais se regroupent pour fonder la Distillerie vinicole du Blayais. En conséquence, par le décret du 5 août 1974, une appellation plus spécifique au vignoble de Bordeaux est reconnue sous le nom « Fine Bordeaux » (depuis 1928, le cognac peut se vendre sous les noms « fine cognac », « fine champagne », « fine Borderies » et « fine Fins Bois »). À partir des années 1980, les vignes destinés à la distillation sont progressivement arrachées, ou replantées pour faire d'autres appellations ; en janvier 2010, l'appellation côtes-de-blaye est modifiée dans l'espoir d'écouler les vins blancs réalisés avec le colombard et l'ugni blanc (au faible degré, peu aromatiques) ; cette appellation n'est guère revendiquée (le colombard et l'ugni blanc sont aussi des « cépages accessoires » du bordeaux blanc).
Au milieu des années 1990, quatre distillateurs produisaient de la fine. En 2012, seulement trois viticulteurs apportèrent leur production aux Distilleries vinicoles du Blayais (à Marcillac). Le cahier des charges de la « fines Bordeaux » est modifié en décembre 2014 (passage en IGP), puis en avril 2025 (rajout du sémillon dans l'encépagement).

## Vignoble
La production de la fine Bordeaux est autorisée sur l'intégralité du vignoble de Bordeaux, soit 501 des 542 communes du département de la Gironde, ce qui exclu seulement le sud-ouest forestier. Dans la pratique, seules 25 hectares sont plantés en ugni blanc et colombard dans le vignoble du Blayais, avec une production annuelle de l'ordre de 260 hectolitres depuis les années 1990.
Selon le service des Douanes, la superficie revendiquée en 2024 pour produire l'IGP fine Bordeaux est de 14,98 hectares.
La fine peut être produite à partir du colombard B, du sémillon B, de l'ugni blanc B (ces trois cépages devant représenter 70 % de l'assemblage) et du merlot blanc B (ce dernier étant un cépage accessoire, limité à un maximum de 30 %). L'ugni blanc (appelé localement le « saint-émilion »), est originaire d'Italie (où il s'appelle Trebbiano toscano). Réputé pour son acidité et ses forts rendements, mais peu aromatique, il convient particulièrement pour faire des eaux-de-vie. Le colombard donne des arômes fruités prononcés et épicés aux assemblages.
Les vignes doivent répondre aux conditions de production fixées par le cahier des charges de l'appellation bordeaux, excepté pour le nombre d'yeux francs (limité à 80 000 par hectare), la charge maximale à la parcelle et le rendement (maximum 150 hl/ha).

## Production
La production déclarée en 2024 de vin destiné à l'élaboration de la fine Bordeaux a été d'un total de 877 hectolitres (un hectolitre = 100 litres = 133 bouteilles de 75 cl).

### Vinification
Pour faire de la fine il faut d'abord faire du vin destiné à être distillé, appelé le « vin de chaudière ». On vinifie toujours en blanc, car les tanins du vin rouge donneraient une fois distillés une eau-de-vie astringente. Le vin obtenu est de faible degré alcoométrique (limité par le cahier des charges entre 8 et 12 % vol.).

### Distillation
La distillation consiste à faire chauffer le vin et à en récupérer l'alcool : le procédé utilisé est basé sur la différence de point d'ébullition entre l'éthanol et l'eau, le premier se transformant en vapeur à 78,5 °C, le second à 100 °C. Pour produire la fine Bordeaux, on utilise le même matériel que pour le cognac, soit un alambic à repasse (double distillation).

### Élevage
Juste après la distillation, l'eau-de-vie est encore blanche, entre 65 et 72 % d'alcool. Pour avoir droit à l'IGP « fine Bordeaux » elle doit vieillir dans des contenant en bois de chêne (des fûts de 600 litres) au minimum un an, minimum dix ans pour les millésimés.
La fine y gagne une couleur ambrée et des arômes spécifiques (évoquant la vanille, parfois le beurre frais, les agrumes et le miel). La coloration peut être accélérée par l'adjonction de copeaux de chêne et de quelques colorants, tel qu'une infusion de copeau ou du caramel, pratiques que les producteurs ont fait intégrer jusque dans la règlementation européenne. En plus de cette couleur, le vieillissement en fût permet l'apparition de nouveaux composés aromatiques venant du bois de chêne qui, en se concentrant, augmentent la puissance aromatique de l'eau-de-vie : vanilline, lactones, furanes et tanins. On dit que le cœur de l'un fait l'âme de l'autre (les douelles des fûts étant théoriquement faites dans du cœur de chêne).
L'évaporation (part des anges) favorise la diminution du degré d'alcool qu'il faut compenser par l'ouillage, l'alcool s'évaporant plus vite que l'eau à travers le bois, à raison d'un à 1,5 degré par an. L'hygrométrie du lieu de stockage est importante : dans un chai humide (à environ 80 %) c'est l'alcool qui s'évapore principalement, tandis que dans un chai sec c'est surtout l'eau qui part (laissant une eau-de-vie qui a « le feu »). Cette baisse du degré d'alcool est nécessaire car la vente de la fin n'est autorisée que lorsque l'eau-de-vie titre un peu plus de 40 % vol. Celle-ci peut aussi s'obtenir par coupage (ajout) avec de l'eau.

## Commercialisation

### Mention
En plus de l'indication géographie, une bouteille de fine Bordeaux peut porter les mentions suivantes, prévues au cahier des charges :
- « Vieille Fine » ou « VSOP », pour des eaux-de-vie vieillies au moins quatre ans ;
- la mention « Napoléon » pour des eaux-de-vie vieillies au moins six ans ;
- la mention « XO » ou « Hors d’âge » pour des eaux-de-vie vieillies au moins dix ans ;
- la mention de l'année de récolte des raisins pour des eaux-de-vie vieillies au moins dix ans.

### Producteurs
Les producteurs sont peu nombreux, le droit de bouilleur de cru ayant progressivement disparu, mais la commercialisation a repris au XXIe siècle :
- l'Union des coopératives vinicoles d'Aquitaine, qui possède la distillerie de Coutras où on recycle les marcs, lies et excédents de vins pour faire de l'éthanol (du carburant E85 et ED95, depuis 2008), de l'alcool de mutage (pour le vin doux naturel) et un peu de fine (depuis 1972, commercialisé par l'Union française des alcools et brandies)[17] ;
- les Distilleries vinicoles du Blayais (DVB, appartenant aux distilleries Douence), à Marcillac (Val-de-Livenne), qui produisent un petit peu de fine (marque « fine d'Aliénor ») depuis 2017, du vinaigre (sous la marque « Tête Noire »), de l'éthanol (depuis 2021), de l'huile de pépin de raisin, de l'engrais organique (de la pulpe déshydraté, ou du compost de marcs), de l'acide tartrique (pour l'acidification du vin) et du colorant (le rouge-violet E163) ;
- la maison Mounicq (à Cadaujac, fondée en 2017) qui commercialise la fine du Château Lartigue-Cèdres (à Croignon) sous la marque « Ô Chartrons »[18], ainsi qu'« Ô Chartrons Blanche de Fine Bordeaux »[19] ;
- la distillerie des deux-mers (à Saint-Germain-du-Puch) qui propose sa fine « Cépages »[20] ;
- la marque Thompson's (négoce fondé en 2012), qui revend de la fine millésimée[21] ;
- le Château La Botte (Vignobles Blanchard, à Campugnan)[22] ;
- le Château Valandraud (à Saint-Étienne-de-Lisse) élabore de son côté « La Fine Bordeaux par Valandraud » depuis 2008[23].